# إدريس ألوما
إدريس ألوما واسمه الأصلي إدريس بن علي ابن إدريس كان سلطانا على إمبراطورية كانيم-بورنو التي ضمت كل من تشاد والكاميرون والنيجر ونيجيريا وكانت في أبهى قوتها. يُذكر إدريس بمهاراته العسكرية وإصلاحاته الإدارية وتقواه الإسلامية. تُعرف مآثره بشكل رئيسي من خلال مؤرخه أحمد بن فرتوا